# العبيدية (دمياط)
العبيدية هي إحدى قرى مركز فارسكور التابع لمحافظة دمياط بجمهورية مصر العربية.